# Marguerite d'Autriche (v. 1416-1486)
Marguerite d'Autriche, née vers 1416 et morte le 12 février 1486 à Altenbourg en Saxe, est une princesse de la maison de Habsbourg. Par son mariage en 1431 avec l'électeur Frédéric II de Wettin, elle devient électrice consort de Saxe et landgravine de Thuringe.

## Biographie
Marguerite est la fille aînée du duc Ernest le Fer († 1424), souverain de l'Autriche intérieure, et de son épouse Cymburge de Mazovie († 1429). Elle se fiance avec Frédéric II de Wettin, électeur de Saxe en 1428 ; le mariage a eu lieu le 3 juin 1431 à Leipzig. Huit enfants sont nés de cette union :
- Amélie de Saxe (1436-1501), qui en 1452 épouse Louis IX de Bavière ;
- Anne de Saxe (1437-1512), qui en 1458 épouse Albert III Achille de Brandebourg ;
- Frédéric de Saxe (1439-1451) ;
- Ernest de Saxe, fondateur de la branche ernestine ;
- Albert III de Saxe, fondateur de la branche albertine ;
- Marguerite de Saxe (1444-), qui entre dans les ordres et devient abbesse de Seusslitz ;
- Hedwige de Saxe (1445-1511), qui entre également dans les ordres et devient abbesse de Quedlinbourg ;
- Alexandre de Saxe (1447-1447).

Le frère aîné de Marguerite, Frédéric III est élu roi des Romains en 1440. L'électrice, connue pour sa piété, participait activement au règne de son mari, réconciliant l'électeur avec son frère cadet Guillaume III. En 1432, elle a fait chasser les Juifs de l'ancien margraviat de Misnie. En 1455, le noble saxon Kunz de Kauffungen a enlevé ses deux fils Ernest et Albert III pour faire valoir ses demandes de dommages-intérêts, mais sans succès.
À la mort de Frédéric en 1464, elle a obtenu la seigneurie d'Altenbourg en tant que douaire, ainsi que les villes de Colditz, Eilenbourg et Liebenwerda. En 1485, l'électeur Ernest de Saxe et son frère Albert III fondent pour l'un la Maison ernestine, pour l'autre la sixième branche appelée Maison albertine. Cette dernière donnera les rois de Saxe et le chef actuel de la maison royale de Saxe, le prince Emmanuel de Saxe.
Marguerite meurt le 12 février 1486 au château d'Altenbourg.